# بروس داي
بروس داي (بالإنجليزية: Bruce Day)‏ هو مغني أمريكي، ولد في 1946، وتوفي في 30 يونيو 1999.

## وصلات خارجية
- بروس داي على موقع ميوزك برينز (الإنجليزية)
- بروس داي على موقع ديسكوغز (الإنجليزية)